# Refugi antiaeri del carrer Creus
El Refugi antiaeri del carrer Creus és un refugi antiaeri construït l'any 1938 per tal de protegir la població dels bombardejos durant la Guerra Civil. És l'únic refugi públic que es conserva a Cambrils. És el punt d'arribada de la Ruta dels Espais de la Guerra Civil.
Va ser descobert l'any 2006 i el desembre del 2009 va ser obert al públic. Té dos accessos preservats i separats per més de cent metres d'una galeria gairebé intacta, construïda amb maons de les bòbiles locals. El refugi va tancar el 2013 per problemes d'humitat que van metre malbé la instal·lació elèctrica. Va reobrir el 23 de juny de 2018 a l'ocasió de la festa major.